# Carl Robert Jakobson
Carl Robert Jakobson   (Tartu, 14 de juliol de 1841 (Julià) - Kurgja, 6 de març de 1882 (Julià)) va ser un escriptor, polític i professor estonià actiu a la governació de Livònia, Imperi rus. Va ser una de les persones més importants del despertar nacional estonià a la segona meitat del segle xix.

## Activitat política
Entre 1860 i 1880, la governació de Livònia va ser dirigida per un govern dominat per la noblesa moderada. Jakobson es va convertir en el líder de l'ala radical, defensant reformes generalitzades a Livònia. Va ser responsable del programa econòmic-polític del moviment nacional estonià. Jakobson va instar els estonians a exigir la igualtat de drets polítics amb els estonians d'origen alemany de la regió i la fi de la posició privilegiada de la noblesa alemanya bàltica.

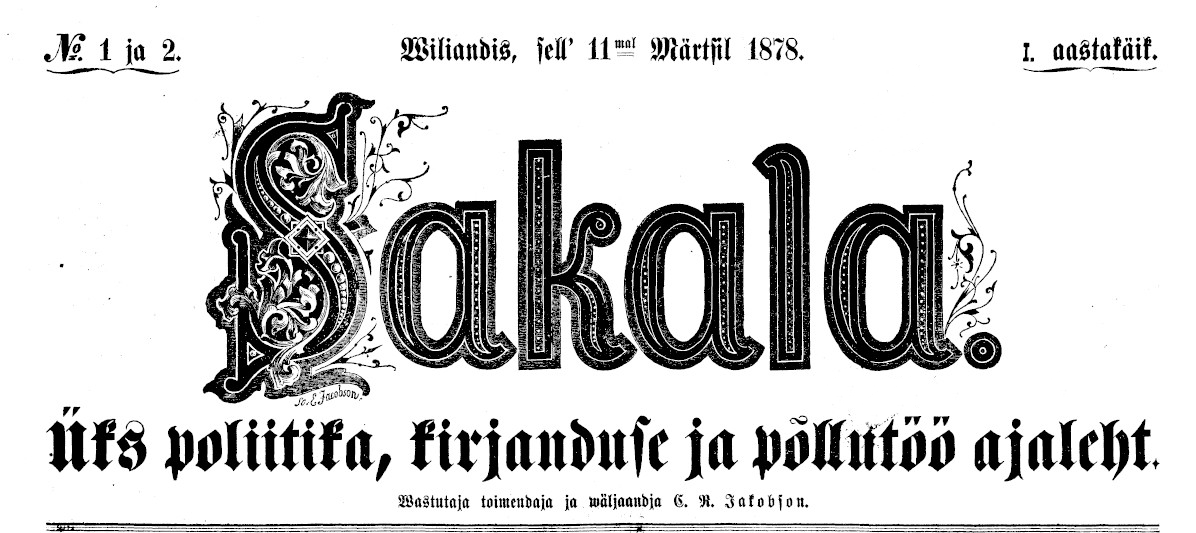
Capçalera dels primers números del diari Sakala (1878).

El 1878, Jakobson va fundar el primer diari polític en llengua estoniana Sakala. El diari es va convertir ràpidament en un promotor vital del despertar cultural. També va tenir un paper central en l'establiment de la Societat literària Estonian Literati, que va ser una associació estoniana influent a la segona meitat del segle xix.
Jakobson va morir el 19 de març de 1882, als 40 anys, al poble de Kurgja, on vivia a la mansió Kurgja.

## Llegat

### Museu

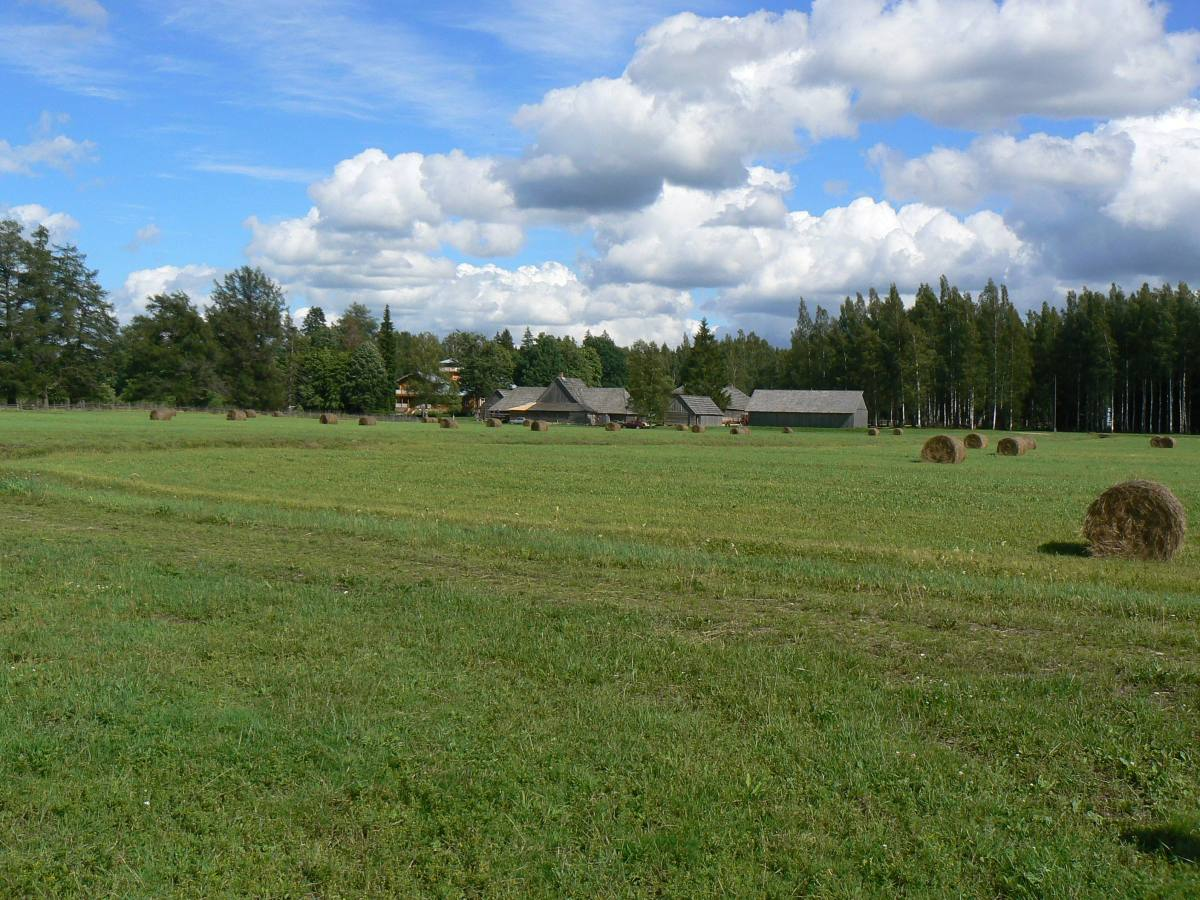
El Museu Carl Robert Jakobson de Kurgja

El 1948, la filla gran de Jakobson, Linda, va establir el Museu de Carl Robert Jakobson a la finca familiar de Kurgja. La casa principal del museu inclou una exposició que presenta la vida i les activitats de Jakobson. El museu està dissenyat per il·lustrar elements de la vida rural a Estònia durant la vida de Jakobson i segueix sent una granja activa amb ramaderia i conreu de terres.
Carl Robert Jakobson estava representat al bitllet de 500 corones.